# Jakob August af Forselles
Jakob August af Forselles, född 27 april 1781, död 2 maj 1808 i Uleåborg, var en finländsk militär och målare.
Han var son till krigsrådet Jacob af Forselles och Margareta Charlotta Carlsköld. af Forselles utnämndes till kapten vid Tavastehus regementes jägarbataljon 1805. Vid sidan av sin profession var han verksam som konstnär och medverkade med ett par landskapsmålningar på Konstakademiens utställning i Stockholm 1805.
Han avled av blessyrer erhållna i slaget vid Siikajoki.